# Megalopyge opercularis
Megalopyge opercularis (JE Smith 1797) è un lepidottero appartenente alla famiglia Megalopygidae. Il nome comune inglese dell'insetto (puss moth, letteralmente "falena-micio") deriva sostanzialmente dal suo peculiare aspetto negli stadi di larva e in forma adulta quando questo appare ricoperto da una fitta "peluria" costituita da setole morbide e dai colori vivaci che ricordano il tipico vello di un mammifero.

## Distribuzione e habitat

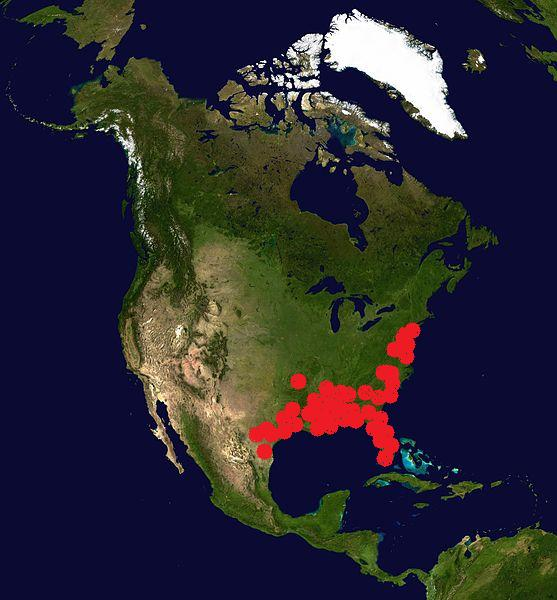
Area di distribuzione.

M.opercularis è diffuso principalmente nelle regioni più meridionali degli USA in prossimità della East Coast ed in parte anche nelle zone calde dell'America centrale e nel Messico. Gli esemplari della specie si possono trovare presso una grande varietà di alberi decidui tra cui olmi, querce, citrus, rose e piante di edera.

## Descrizione

### Larva

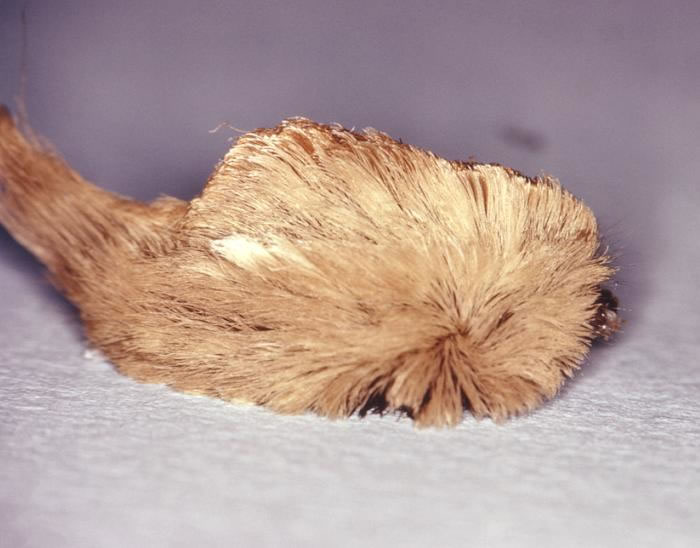
Larva di M. opercularis. Nella foto non sono visibili la testa e le pseudozampe.

La larva di M.opercularis, conosciuta col nome di "puss caterpillar" o "pussy caterpillar" ("letteralmente bruco-micio"), è un bruco delle dimensioni di circa 30 mm con un colore omogeneo che a seconda dell'esemplare può variare dal grigio-bianco al giallo-bruno; a volte può comparire una cresta dorsale di colore arancione. Sulla parte terminale presenta una struttura allungata simile ad una "coda".

### Pupa

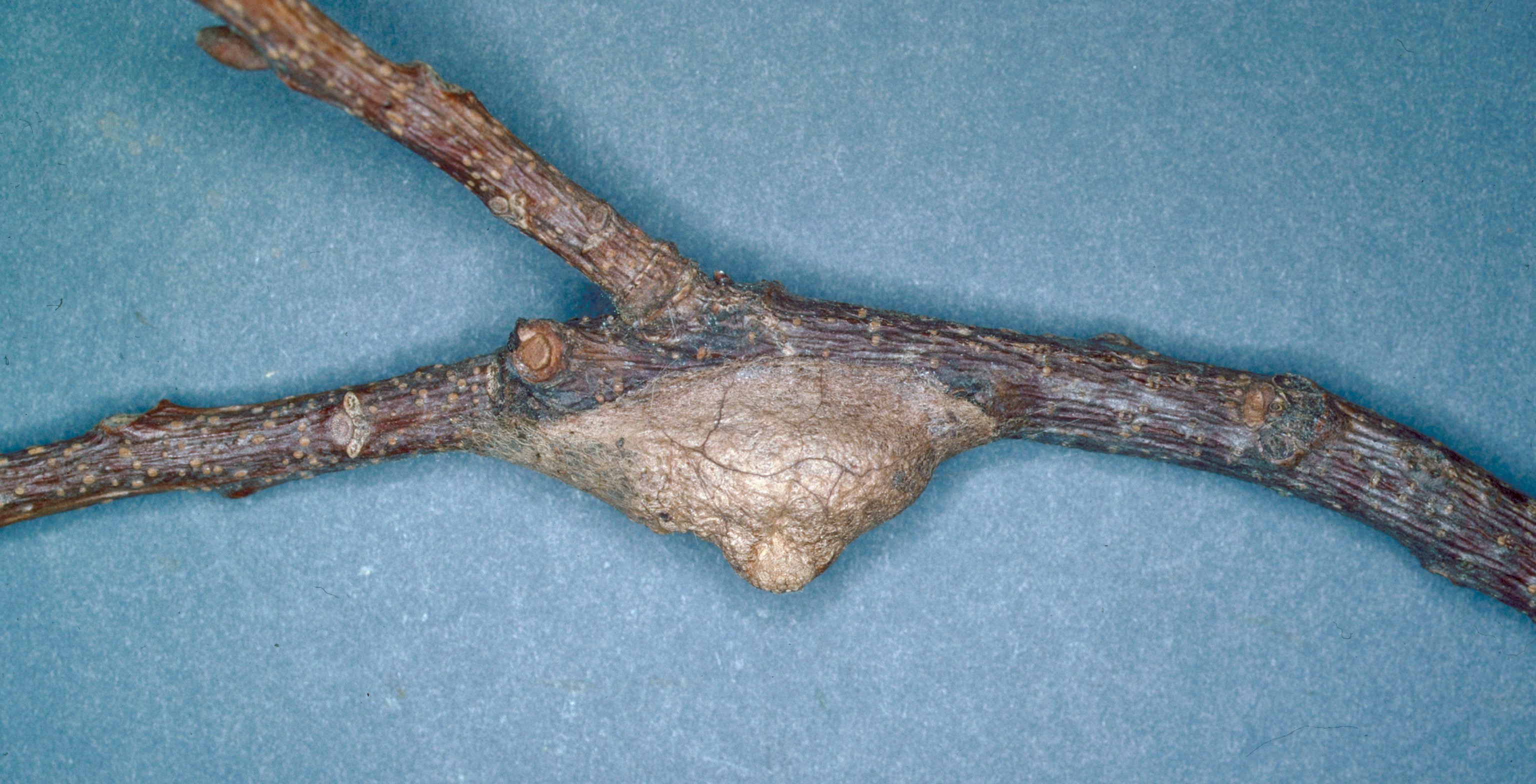
M.opercularis allo stadio di pupa.

La pupa è di forma irregolare approssimativamente affusolata ricoperta da una peluria grigiastra, residuo delle setole della larva. Questo accade perché durante la metamorfosi l'insetto si separa dal suo involucro peloso esterno che va a fungere da strato protettivo.

### Adulto
Rispetto alla larva l'esemplare adulto ha una colorazione più varia, caratterizzata da molteplici tonalità sgargianti. Presenta una lunghezza di circa 20 mm e un'apertura alare di 24–36 mm.

## Ciclo vitale
La larva trascorre l'inverno nel bozzolo da cui emerge in forma adulta verso la tarda primavera. La falena ha una vita media di 5-7 giorni nei quali depone le proprie uova che si schiudono nel giro di qualche giorno. L'insetto nella prima fase della sua vita si nutre delle foglie degli alberi decidui tipici del suo habitat.

## Puntura diM. opercularis
La larva di M. opercularis è dotata di aculei velenosi distribuiti lungo il corpo il cui contatto con la pelle può causare forte irritazione, tanto da essere considerato uno dei bruchi più velenosi del Nord America. Le reazioni avverse si possono limitare solo all'area cutanea coinvolta nella puntura, tuttavia il veleno può spesso avere anche effetti sistemici quali manifestazioni dolorose, bruciore, gonfiore, nausea, mal di testa, disturbi addominali, eruzioni cutanee, vesciche e talvolta dolore al torace, intorpidimento e difficoltà di respirazione. In caso di puntura di puss caterpillar è consigliabile intervenire tempestivamente rimuovendo il pungiglione dalla ferita (se presente) ed applicare del ghiaccio e, se disponibili, pomate al cortisone o antistaminiche. In caso di grave reazione allergica accompagnata da intenso dolore e difficoltà respiratoria spesso vengono prescritti analgesici narcotici come la meperidina cloridrato, la morfina o la codeina mentre è stato osservato che la somministrazione di aspirina risulta poco efficace. È efficace un'iniezione endovena , rapida, con 12 g di vitamina C in una siringa di 50 ml (1971, Klenner F, J of Applied Nutrition 23:61-88)